# 切普拉诺
切普拉诺（義大利語：Ceprano），是意大利弗罗西诺内省的一个市镇。总面积37.99平方公里，人口8603人，人口密度226.5人/平方公里（2009年）。ISTAT代码为060025。